# Eerste Internationale

Logo voor het eerst gebruikt door de Spaanse tak.

De Internationale Arbeiders-Associatie (Engels: International Workingmen's Association) was een internationaal verband van vakbonden, gesticht te Londen op 28 september 1864 en vooral binnen Europa actief. Tegenwoordig staat de organisatie ook bekend als de Eerste Internationale.
De Internationale boekte enige successen met het organiseren van internationale solidariteit in de vorm van stakingskassen en het weren van buitenlandse stakingsbrekers.

## Geschiedenis
De Franse regering stuurde ongeveer 200 arbeiders naar de Wereldtentoonstelling van 1862 in Londen om de denkbeelden van de gematigde Britse coöperatiebeweging te promoten bij de Franse arbeiders. De Franse arbeiders waren allen lid van vriendengenootschappen, die echter dekmantels waren voor (in Frankrijk verboden) vakbonden. Tijdens de Wereldtentoonstelling werden contacten gelegd tussen de Fransen en Britse vakbondslieden. Franse arbeiders werden uitgenodigd voor een solidariteitsdemonstratie in juli 1863 in Londen voor de Poolse opstandelingen van de Januariopstand. Hieruit ontstond het idee om een internationale bijeenkomst voor arbeiders in Londen op 28 september 1864 te houden.
De Internationale Arbeidersassociatie werd in 1864 opgericht door Britse en Franse vakbondslieden met Duitse, Poolse en Italiaanse ballingen die in Londen woonden. Ook België en Zwitserland stuurden ieder één afgevaardigde. Voor België was César De Paepe de afgevaardigde. De Britse vakbondslieden waren voornamelijk aanhangers van Robert Owen. De Franse afgevaardigden waren merendeel anarchistische en mutualistische aanhangers van Pierre-Joseph Proudhon. De Duitsers waren leden van de kleine organisatie van Karl Marx. Daarnaast was er ook een Duitse aanhanger van Ferdinand Lassalle. De aanwezige Italiaanse ballingen waren nationalistische aanhangers van Giuseppe Mazzini. Uit onvrede over het socialistische karakter van de organisatie namen de aanwezige Italianen afstand van de Internationale.
In 1865 zou een congres worden georganiseerd in Brussel, maar de Belgische regering verbood het congres. In 1866 was er het eerste congres in Genève. De denkbeelden van Proudhon domineerden dit congres. Diens laatste boek De la capacité politique des classes ouvrières’ vormde de grootste inspiratiebron bij de discussies tijdens dit congres. Bij dit congres werden de statuten en beginselverklaring opgesteld door Marx aangenomen. De Algemene Raad van de Internationale werd gevestigd in Londen. De Algemene Raad had geen macht over de nationale lidorganisaties. Marx was bij dit congres niet aanwezig – alleen bij het congres in 1872 was Marx aanwezig. Bij het congres van 1866 kwamen de Franse proudhonisten met het voorstel om alleen loonarbeiders als lid toe te laten tot de Internationale Arbeidersassociatie. Dit zou onder andere betekenen dat Karl Marx uit de organisatie gezet zou worden. De meerderheid stemde tegen dit voorstel. Daarna kwamen de Franse afgevaardigden met het voorstel om het lidmaatschap van de Algemene Raad alleen toe te staan voor arbeiders. Ook dit voorstel werd afgewezen, zodat Marx in de Algemene Raad kon blijven.
Bij het congres van 1867 in Lausanne werd vastgesteld dat de Internationale streefde om alle productiemiddelen te veranderen in collectieve eigendom. De overheid werd niet genoemd als beheerder van collectieve productiemiddelen, waardoor zowel de anarchisten als de staatssocialisten tevreden waren. De proudhonisten wilden de collectieve productiemiddelen verdelen onder de arbeiders om zo individueel te beheren, zodat ze konden leven van de voortbrengselen van hun eigen arbeid. De ruilbanken van Proudhon werden aangeraden als een goed middel voor de verwerkelijking van het socialisme. In 1867 werd met behulp van de contacten via Internationale een steunactie georganiseerd voor de bronssmeden van Parijs die het slachtoffer waren van een lock-out door de fabrikanten.
Tijdens het Brusselse Congres in 1868 werd vastgelegd dat de Internationale streefde naar het collectieve eigendom van grond. Dit betekende niet per se nationalisatie van de grond, want de meeste afgevaardigden op het congres waren tegenstanders van landnationalisatie. De meerderheid bestond uit minarchistische proudhonisten, anarchisten, owenisten en aanhangers van Paeppe die pleiten voor het beheer en gebruiksrecht van de gezamenlijke grond door arbeiderscoöperaties. Michail Bakoenin maakte een resolutie waarin vastgelegd werd om grote algemene stakingen te organiseren via de Internationale in geval van een oorlog tussen Europese landen om oorlogen te stoppen. Het voorstel van Bakoenin werd aangenomen. Marx was tegen de resolutie en vond het idee utopisch. In 1868 spraken de Duitse aanhangers van Ferdinand Lassalle haar officiële steun uit aan de Internationale.
Naar schatting waren er 1870 in totaal 250.000 mensen lid van organisaties gelieerd aan de Eerste Internationale. De afdelingen in Italië en Spanje stonden voornamelijk onder invloed van de denkbeelden van Bakoenin (collectief-anarchisme). De Franse afdelingen van de Internationale bestond voornamelijk uit anarchistische en minarchistische proudhonisten. In Zwitserland bestond de anarchistische Jurafederatie en de afdeling uit Genève die onder invloed stond van het marxisme. De Britse vakbondsleiders waren vaak afwezig bij de vergaderingen van de Algemene Raad van de Internationale, waardoor Marx steeds meer macht kon toe-eigenen.
In 1869 werd het Nederlandsch Werklieden-Verbond opgericht als afdeling van de Internationale Arbeiders-Associatie. De in 1860 in België door onder anderen César De Paepe opgerichte Brusselse vereniging Association du Peuple groeide uit tot de Belgische afdeling. De Belgische afdeling kende een grote groei vanaf 1869, na stakingen in de streek van de Borinage. Op een bepaald moment telde de afdeling 70.000 leden.

### Congres van Den Haag
De Britse vakbondsleiders namen afstand van de Internationale omdat ze het niet eens waren met de steun aan de Parijse Commune. Marx organiseerde een conferentie in Londen waar de anarchisten niet voor uitgenodigd waren. De aanwezige Fransen waren allemaal blanquisten die zich voor het eerst met de Internationale verbonden. Op de conferentie van 1871 wist Marx de steun te verkrijgen van de blanquisten om politieke actie verplicht te stellen. De aanhangers van Bakoenin waren tegen het verplicht stellen van politieke actie, want zij vonden dat iedere afdeling vrij en zelfstandig hierover moest beslissen. Met politieke actie bedoelden de marxisten het meedoen aan verkiezingen en zitting nemen in het parlement. Dit punt werd bij de beperkte conferentie van 1871 in Londen ingevoerd. De Jurafederatie was woedend omdat ze niet uitgenodigd waren. Eigenlijk kon alleen een congres zulke besluiten maken, maar Marx probeerde via een conferentie zijn wil op te leggen.
Tussen 2 en 7 september 1872 werd het congres van Den Haag van de Internationale gehouden. Marx was voor het eerst aanwezig bij een congres van de Internationale. Bakoenin kon niet aanwezig zijn, omdat hij niet door Frankrijk en Duitsland kon reizen waar de politie hem zocht. Bij het congres van Den Haag waren de anarchistische Italianen afwezig omdat zij geen vertrouwen meer hadden in de Internationale door het gedrag van de Algemene Raad. Er waren drie Amerikaanse afgevaardigden die niet-bestaande groeperingen vertegenwoordigden. Marx had deze groeperingen bijgevoegd om meer steun bij de stemmingen te krijgen. Ook de Algemene Raad had afzonderlijke afgevaardigden gestuurd en hen stemrecht gegeven. Rond Bakoenin stonden de antiautoritaire groeperingen die de macht van de Algemene Raad wilden verminderen, met daarbij de Spanjaarden, Belgen en de afgevaardigden van de Jurafederatie als gangmakers. De Algemene Raad wilde het recht krijgen om lidorganisaties te schorsen. De Britten, Belgen, Nederlanders en een groot deel van de Franse afgevaardigden (proudhonisten) wilden de macht van de Algemene Raad sterk verminderen. Door dat de Italianen niet aanwezig waren kreeg Marx de meerderheid. De leden van het antiautoritaire kamp verlieten woedend het congres.
Door het weglopen van veel mensen vond Marx zich nu tegenover een meerderheid van blanquisten en Britse vakbondslieden. Marx wilde de locatie van de Algemene Raad naar New York verplaatsen, zodat de blanquisten en Britten daar geen invloed uit konden oefenen. Slechts met drie stemmen meerderheid werd het besluit van verplaatsing aangenomen. Dit was de doodssteek voor de Internationale, omdat de sterkte van de organisatie in Europa lag. De blanquisten en Britse vakbondsvertegenwoordigers liepen woedend weg. Marx schreef in een persoonlijke brief hierover: “In elk geval is voorkomen, dat de Internationale in handen van idioten valt.” Het marxistische overblijfsel van de Internationale organiseerde geen congressen na 1872 en werd opgeheven in 1876.
De anarchisten en de andere antiautoritairen organiseerden een congres in Saint-Imier waar Zwitserse, Italiaanse, Spaanse en Franse afdelingen aanwezig waren. De besluiten van het congres van Den Haag werden nietig verklaard. Er werd contact gelegd met de Nederlanders en Belgen. De Belgische afdeling verklaarde de besluiten aangenomen op het Haagse congres ongeldig, omdat de besluiten het gevolg waren van een kunstmatige meerderheid gemaakt door de Algemene Raad. In 1877 werd het laatste congres van de antiautoritaire Internationale gehouden in het Belgische Verviers. Hierna viel de antiautoritaire Internationale uit elkaar.